# Min Kyeong-ho
Min Kyeong-ho (25 juli 1996) is een Zuid-Koreaans baan- en wegwielrenner die tussen 2016 en 2024 reed voor Seoul Cycling Team.

## Carrière
In 2016 won Min de puntenkoers op de Aziatische kampioenschappen baanwielrennen. Op de weg won Min in 2017 de tweede etappe van de Ronde van Korea. Door zijn overwinning nam hij de leiderstrui over van Jon Aberasturi, die een dag eerder de eerste etappe had gewonnen. Min behield de leiding tot en met de vijfde etappe en schreef zodoende zijn eerste, en enige, eindklassement op zijn naam.

## Baanwielrennen

### Palmares
| Jaar     | Z-KK          | AK                                                                                              | WK                                         | Overig                                     |
| Junioren | Junioren      | Junioren                                                                                        | Junioren                                   | Junioren                                   |
| -------- | ------------- | ----------------------------------------------------------------------------------------------- | ------------------------------------------ | ------------------------------------------ |
| 2014     |               | achtervolging                                                                                   |                                            |                                            |
| Elite    |               |                                                                                                 |                                            |                                            |
| 2015     | achtervolging |                                                                                                 |                                            |                                            |
| 2016     |               | puntenkoers · achtervolging · ploegenachtervolging                                              |                                            |                                            |
| 2017     |               | ploegenachtervolging · 5e puntenkoers                                                           |                                            |                                            |
| 2018     |               | achtervolging · ploegenachtervolging                                                            |                                            | Aziatische Spelen: 8e ploegenachtervolging |
| 2019     |               | januari · achtervolging · ploegenachtervolging · oktober · ploegenachtervolging · achtervolging | 16e ploegenachtervolging 21e achtervolging |                                            |
| 2020     |               |                                                                                                 |                                            |                                            |
| 2021     |               |                                                                                                 |                                            |                                            |
| 2022     |               | koppelkoers · ploegenachtervolging                                                              |                                            |                                            |
| 2023     |               | 5e puntenkoers 8e ploegenachtervolging                                                          |                                            | Aziatische Spelen: · ploegenachtervolging  |

## Wegwielrennen

### Overwinningen
2017
2e etappe Ronde van Korea
Eind- en jongerenklassement Ronde van Korea
2022
 Zuid-Koreaans kampioen tijdrijden, elite

## Ploegen
- 2016 –  Seoul Cycling Team
- 2017 –  Seoul Cycling Team
- 2018 –  Seoul Cycling Team
- 2019 –  Seoul Cycling Team
- 2020 –  Seoul Cycling Team
- 2021 –  Seoul Cycling Team
- 2022 –  Seoul Cycling Team
- 2023 –  Seoul Cycling Team
- 2024 –  Seoul Cycling Team

Choi · Joo · Jung · Kang · Kim D. · Kim O. · Min · Park · We
Ha · Joo D. · Joo M. · Jun · Kim D. · Kim O. · Min · Seo · We